# Druivenkoers 1993
La Druivenkoers 1993, trentatreesima edizione della corsa, si svolse il 25 agosto 1993 su un percorso di 194 km, con partenza e arrivo a Overijse. Fu vinta dal belga Herman Frison della Lotto-Caloi davanti ai suoi connazionali Andrei Tchmil e Johan Museeuw.

## Ordine d'arrivo (Top 10)
| Pos. | Corridore              | Squadra                      | Tempo    |
| ---- | ---------------------- | ---------------------------- | -------- |
| 1    | Herman Frison          | Lotto-Caloi                  | 4h43'00" |
| 2    | Andrei Tchmil          | MG Boys Maglificio-Technogym |          |
| 3    | Johan Museeuw          | MG Boys Maglificio-Technogym |          |
| 4    | Christian Henn         | Telekom                      |          |
| 5    | Edwig Van Hooydonck    | Wordperfect                  |          |
| 6    | Brian Holm             | Telekom                      |          |
| 7    | Peter De Clercq        | Lotto-Caloi                  |          |
| 8    | Patrick Van Roosbroeck | La William-Duvel             |          |
| 9    | Bo Hamburger           | TVM-Bison Kit                |          |
| 10   | Paul Haghedooren       | Collstrop-Assur Carpets      |          |